# برگ جهان
روستای برگ جهان از توابع دهستان لواسان کوچک بخش لواسانات شهرستان شمیرانات استان تهران ایران است که با مختصات جغرافیایی ۵۱ درجه و ۴۴ دقیقه طول شرقی و ۳۵ درجه و ۵۰ دقیقه عرض شمالی، در شمال شرقی دهستان لواسان کوچک و در دامنه جنوبی رشته کوه البرز واقع شده‌است. این روستا در یازده کیلومتری مشرق روستای افجه و در سیزده کیلومتری شهر لواسان مرکز بخش لواسانات قرار دارد.